# (11352) Koldewey
Pour les articles homonymes, voir Koldewey.
(11352) Koldewey est un astéroïde de la ceinture principale.

## Description
(11352) Koldewey est un astéroïde de la ceinture principale. Il fut découvert le 28 novembre 1997 à Caussols par le projet ODAS. Il présente une orbite caractérisée par un demi-grand axe de 3,18 UA, une excentricité de 0,17 et une inclinaison de 2,3° par rapport à l'écliptique.
Il est dédié à l'astronome allemand Eberhard Koldewey.

## Compléments